# Jalamelco
Jalamelco es una localidad mexicana del municipio de Xochicoatlán, perteneciente al estado de Hidalgo.

## Toponimia
El lugar puede aparecer referido como «Jalamelco» y «Xalamelco».

## Historia
Hacia el último cuarto del siglo XVIII, el lugar tenía contabilizadas veintidós familias. Aparece descrito en el quinto volumen del Diccionario geográfico-histórico de las Indias Occidentales ó América de Antonio de Alcedo con las siguientes palabras:

XALAMELCO, Pueblo de la Cabeza de partido y Alcaldía mayor de Zochicoatlán en Nueva España, situado en un pequeño llano al pie de un encumbrado cerro, es de temperamento frio, tiene 22 familias de Indios, y está 3 leguas al Poniente de su Capital.
(Alcedo, 1789, p. 348)

En la actualidad, pertenece al municipio de Xochicoatlán. En 2020, según el Censo de Población y Vivienda, tenía 269 habitantes.